# Манон Леско (опера)
Манон Леско (итал. Manon Lescaut) је опера у четири чина коју је компоновао Ђакомо Пучини. Опера је настала у периоду од 1890. до 1893. године. Прича се заснива на роману из 1731. године Прича о витезу Грију и Манон Леско (фр. L'histoire du chevalier des Grieux et de Manon Lescaut) аутора Антоана Франсоа Превоа.
Опера Манон Леско се често грешком поистовећује са другим комадом, опером Манон коју је компоновао Жил Масне на основу истог романа.

## Праизведба
Прво извођење опере Манон Леско је било 1. фебруара 1893. године, у Торину у позоришту Teatro Regio. То је била Пучинијева трећа опера и његов први велики успех. Комад је први пут изведен у Метрополитен опери у Њујорку 18. јануара 1907. године, у присуству композитора и Лине Каваљери у главној улози, Енрика Каруза у улози витеза Грија и Антониа Скотија као Лескота.

## Ликови и улоге
| Манон Леско (Manon Lescaut)              |                                    | сопран     |
| Леско (Lescaut)                          | њен брат, наредник краљевске Гарде | баритон    |
| витез де Грије (Le Chevalier des Grieux) |                                    | тенор      |
| Жерон де Равоар (Geronte de Ravoir)      | главни краљевски ризничар          | бас        |
| Едмондо (Edmondo)                        | студент                            | тенор      |
| Крчмар                                   |                                    | бас        |
| Певачица                                 |                                    | мецосопран |
| Учитељ играња                            |                                    | тенор      |
| Градски осветљивач                       |                                    | тенор      |
| Наредник краљевских стрелаца             |                                    | бас        |
| Капетан брода                            |                                    | бас        |
| Власуљар                                 |                                    | нема улога |

девојке, грађани, народ, студенти, музичари, господа, свештеници, дворске даме, стрелци, морнари, поморци (хор)

## Место и време
Француска и Северна Америка, друга половина XVIII века.

### I чин
На тргу испред крчме у Амјену, велика група људи, укључујући и де Гријеа, чека путничку кочију. Међу путницима је и главни ризничар Жерон, наредник Леско и његова сестра Манон. Мушкарци уђу у крчму, док Манон остаје напољу. Де Грије се на први поглед заљуби у њу. У разговору му саопштава да према очевим жељама је обавезна да оде у самостан. Долази Едмондо, пријатељ де Гријеа, и говори му да Жерон планира да отме Манон. Де Грије јој изјављује љубав и позива је да заједно одбегну. Док студенти задржавају Лескоа и Жерона клађењем, заљубљени пар бежи у Жероновој кочији.

### II чин
Манон живи у Жероновој кући у Паризу, након што је напустила де Гријеа када му је нестало новаца. Умара је величанственост здања и поново жуди за де Гријеовом љубави. Од брата сазнаје да је он још воли, и уз Лескоову помоћ се они састају у истој кући, али их Жерон изненади. Де Грије пожурује Манон да побегну. Док она скупља свој накит, стража и Жерон упадну у собу. Он оптужује Манон за крађу и она бива ухапшена и осуђена на прогонство.

### III чин
Де Грије покушава да је спасе поткупљујући стражу, али безуспешно: Манон мора бродом отићи у Америку. Они се опраштају и наредник буквално мора да отргне Манон из загрљаја; капетан брода дозвољава да де Грије оде са њом.

### IV чин
Жеља Манон за луксузом приморава де Гријеа на крађу у Њу Орлеансу и они беже из града. У пустињи, Манон пада од умора. Де Грије залуд тражи воду и она, последњим дахом га уверавајући у своју љубав, умире на његовим рукама.

## Познате музичке нумере
- Donna non vidi mai simile a questa! (Жену још не видех такву) – де Гријеов солилоквијум (I чин)
- In quelle trine morbide (Међу овим зидовима) – арија Манон (II чин)
- Sola, perduta, abbandonata (Сама, заборављена, напуштена) – арија Манон (IV чин)